# TechnoPartner
TechnoPartner was een initiatief van het Nederlandse Ministerie van Economische Zaken om technostarters te stimuleren. TechnoPartner stimuleerde en hielp mensen die een onderneming willen starten op basis van een technische vinding. Het initiatief liep van 2005 tot en met 2010.
Enkele initiatieven van Technopartner waren:
- Higherlevel, een discussieplatform voor en door ondernemers
- Seed capital beschikbaar stellen via externe fondsen
- De Technopartner Award voor het bedrijf dat als launching customer het beste een startende ondernemer heeft geholpen.